# Saskatchewan Herald
Der Saskatchewan Herald wurde 1878 von Patrick Gammie Laurie in Battleford, Kanada gegründet. Er war die erste Zeitung in der heutigen kanadischen Provinz Saskatchewan. Laurie blieb Hauptautor bis zu seinem Tod 1903, danach wurde die Zeitung von seinem Sohn Richard Carney Laurie weitergeführt und auch seine Tochter Effie Laurie Storers gehörte zu den regelmäßigen Autoren. Nach Richards Tod 1938 wurde das Blatt eingestellt. Die Zeitung vertrat vor allem in der frühen Zeit vor Gründung der Provinz Saskatchewan (1905) die Sicht der anglo-kanadischen Siedler dieser Zeit. P. G. Laurie selbst, eng verbunden mit der Canadian Party und deren Gründer John Christian Schultz, wird von Chronisten auch im Vergleich zu seinem Umfeld als national-konservativ beschrieben, was sich in den Artikeln seiner Zeitung bis zu seinem Tod widerspiegelt.